# Альтрон
Альтрон (англ. Ultron) — вигаданий персонаж, суперлиходій з коміксів американського видавництва «Marvel Comics». Вперше з'явився в 54-му випуску першого тому коміксу «Avengers» (липень 1968) і був створений письменником Роєм Томасом і художником Джоном Бушем.
Дебютувавши в Срібному столітті коміксів, Альтрон з тих пір фігурує у продуктах Marvel у різних засобах масової інформації, таких як мультсеріали та відеоігри. Том Кейн і Джим Мескімен входять до акторів, які зобразили персонажа за допомогою озвучки. У Кіновсесвіті Marvel (КВМ) Джеймс Спейдер зобразив Альтрона у своїй першій живій появі у фільмі Marvel Studios «Месники: Ера Альтрона» (2015), у той час як Росс Маркуанд озвучив альтернативну версію Альтрона з іншого всесвіту в анімаційному серіалі Disney + «А що як...?» (2021), який представив Альтрона Вічності (англ. Infinity Ultron) .

## Історія публікацій
Альтрон був створений Роєм Томасом і Джоном Бушем і вперше з'явився в «Avengers» #
54 (липень 1968) у якості безіменного камео. Його повноцінна поява відбулася в  «Avengers»# 55. Томас визнав, що характер і зовнішній вигляд персонажа був заснований на Механо, лиходії, який з'явився в коміксах «Капітан Відео та його відеорейнджери». Курт Бьюсек і Джордж Перес стали авторами власної арки персонажа під назвою «Ultron Unlimited», яка розгорталася в 19-22 випусках «Avengers» і зайняла 18 місце в списку 25-ти найкращих комікс-битв за версією сайта Comic Book Resources. У 2010 році Альтрон став одним з головних супротивників Могутніх Месників в однойменній серії коміксів, написаної Деном Слоттом.

## Вигадана біографія
Робот Альтрон був створений вченим-супергероєм на ім'я Генк Пім. Він планував використовувати робота в добрих цілях, але громіздкий і не схожий на андроїда Альтрон дав збій. Його добрі цілі змінилися на протилежні. Робот збунтувався проти Генка, стер його спогади про себе і втік. Потім він перетворився на андроїда. Кілька разів нападав на Месників і майже здобув перемогу, але був розгромлений командою супергероїв. Пізніше робот зміг відновитися і зробив собі тіло з адамантію — найміцнішого металу на Землі. З метою знищити Месників він оточив себе цілою армією роботів, в тому числі і жінками-роботами Алкемою і Джокастою. Він упевнений, що його поплічники більш ніж сильні, щоб здолати супергероїв. Зневажає недосконалість, закладену природою в органічне життя.

## Альтернативні версії

### Last Avengers
В лімітованій серії «Last Avengers», яка вийшла в 1995 році, Альтрона-59 контролює Канг Завойовник і змушує його напасти на Месників. Альтрон-59 був знищений Віженом, який приніс себе в жертву.

### Ultimate Marvel
У Всесвіті «Ultimate Marvel» Альтрон також був створений Генком Пімом, поряд з Віженом. Сотні копій Альтрона були використані для підтримки порядку в Нью-Йорку, під час нападу інформаторів. Потім Альтрон став дворецьким Алтімейтс. Одна з копій Альтрона незабаром змогла розвинути самосвідомість. Альтрон почав відчувати потяг до Червоної відьми. Зрозумівши, що Ванда любить свого брата П'єтро і ніколи не буде з ним, Альтрон вбив її. Він взяв особистість Жовтого жакета і створив андроїдів дублікатів. Альтрон і його Алтімейтс вирушили на Дику Землю, щоб битися з Магнето, проте вони були зупинені справжніми Алтімейтс. Сам Альтрон був знищений своїм творцем — Генком Пімом. Пізніше було виявлено, що Альтрон контролювався Доктором Думом.

### Age of Ultron
В сюжетній лінії «Ера Альтрона» 2013 року, дія якої відбувається в постапокаліптичному майбутньому, Альтрон підкорює весь світ і вбиває безліч супергероїв.

## В інших медіа

### Кіновсесвіт Marvel
Альтрон з'являвся в проєктах, дія яких відбувається у Кіновсесвіті Marvel. Ця версія є темним відображенням Тоні Старка, а не Генка Піма, і була створена Старком і Брюсом Беннером за допомогою розшифрованого коду, отриманого з каменю розуму. Спочатку мав намір діяти як глобальна оборонна програма, аналізуючи та знаходячи способи зупинити можливі позаземні загрози, Альтрон замість цього став одержимий вимиранням усього живого на Землі після того, як дійшов висновку, що люди повільно вбивають планету.
- Персонаж вперше з’являється в стрічці «Месники: Ера Альтрона» (2015), озвучений Джеймсом Спейдером.[10][11][12][13]  Отримавши розум, Альтрон вирішує знищити людську расу і, здавалося б, усуває ШІ Старка, Д.Ж.А.Р.В.І.С., коли останній намагається його зупинити. Потім Альтрон будує собі тіло, використовуючи частини, що залишилися від знищеного дрона Залізного Легіону, і бере під контроль інші дрони, щоб атакувати Месників. Хоча Тор знищує його, Альтрон згодом будує собі нове тіло та армію дозорних Альтрона, використовуючи технології з покинутої бази Гідри в Соковії. Щоб досягти своїх цілей, він вербує Ванду і П’єтро Максимових і їде до Йоганнесбурґа, щоб погрожувати торговцю зброєю Уліссу Кло, щоб він надав йому вібраній. Після засідки Старка, Тора та Стіва Роджерса, які знову знищують його тіло, Альтрон передає свою свідомість у оновлене тіло. Потім він переміщається на створення органічного тіла за допомогою вібраніуму та каменю розуму, але Максимові зраджують його після того, як виявляють його справжні наміри, і він втрачає колиску з тілом Месникам, які завантажують Д.Ж.А.Р.В.І.С. в нього, народжуючи Віжена. Оскільки цей план зірвано, Альтрон вирішує покінчити з людством за допомогою пристрою, виготовленого з вібранію та технології Читаурі, щоб перетворити столицю Соковії Нові Град на метеор. Під час хаосу Альтрон викрадає Квінджет Месників і намагається вбити ним Клінта Бартона і соковійську дитину, але П’єтро жертвує собою, щоб врятувати Бартона. Зрештою, Месники зірвали план Альтрона, знищивши Нові Град і перемігши його армію дронів, а самого Альтрона знищила Ванда, вирвавши йому серце, як помсту за вбивство брата П’єтро. Альтрону вдається в останній раз перевести свою свідомість у дрона, але він стикається з Віженом, який знищує його.
- Альтернативна хронологічна версія Альтрона з’являється в мультсеріалі Disney+ «А що як...?» (2021), озвучений Россом Маркуандом. Вперше він немовно з’являється в кінці епізоду «А що як... Тор був би єдиною дитиною?»,[14] виходячи з міжвимірного порталу з армією дронів. У восьмому епізоді «А що як... Альтрон переміг би?», з’ясовується, що в своєму рідному всесвіті цей Альтрон успішно переніс свою свідомість у тіло Віжена, вбив більшість Месників і запустив глобальну ядерну ракету, вжинивши світовий геноцид людства. Коли Танос прибуває на Землю з майже зібраною Рукавицею Вічности, Альтрон вбиває його і отримує всі Камені Вічности, які він використовує, щоб поширити свою кампанію знищення на інші планети. Знищивши все життя у всесвіті, Альтрон відчуває, що у нього більше немає мети, поки він не дізнається про Спостерігача та існування інших усесвітів. Він бореться і перемагає Уату в Нексусі всіх реальностей, отримуючи доступ до всього мультивсесвіту, і починає подорожувати в інші часові лінії, щоб також знищити їх. У фіналі першого сезону «Що якби... Сторож порушив свою клятву?» Спостерігач збирає Вартових мультивсесвіту, щоб зупинити Альтрона. Після невдалої спроби знищити його Камені Вічности, вони перемагають його, завантажуючи розум Арніма Золі в його тіло, дозволяючи Золі видалити свідомість Альтрона.

### Мультсеріали
- Альтрон з'явився в мультсеріалі 1999—2000 років «Месники: Завжди разом», де був озвучений Джоном Стокером. У серіалі він ненавидить Людину-мураху/Генка Піма, хоча вважає його своїм батьком і творцем. Він сам створює робота Віжена, щоб той знищив команду Месників, але той в кінцевому рахунку переходить на їхній бік.
- Том Кейн озвучив Альтрона в мультсеріалі «Месники: Могутні герої Землі» (2010—2013).
- У мультсеріалі «Загін супергероїв» Альтрон з'явився в серії «So Pretty When They Explode».

### Мультфільми
- Як головний антагоніст Альтрон з'явився в мультфільмі «Нові Месники: Герої завтрашнього дня[ru]», де його озвучив Том Кейн. На відміну від біографії в коміксах і мультсеріалу кінця 90-х, творцем робота був не Генк Пім, а Залізна людина — Тоні Старк.

### Відеоігри
- Альтрон з'явився в грі «Captain America and the Avengers».
- У грі «Marvel: Ultimate Alliance» персонажа озвучив Джеймс Хоган.
- Як один з негативних героїв Альтрон з'являється в онлайн-грі «Marvel Super Hero Squad Online».
- Альтрон з'явився в «Marvel: Avengers Alliance», як один з босів гри.
- Альтрон є одним з іграбельних персонажів в мобільній грі «Marvel: Contest of Champions».
- Альтрон є босом, а також ігровим персонажем у іграх Marvel Heroes та Marvel: Future Fight.
- Версія Альтрона з «Месники: Ера Альтрона» представлена у Disney Infinity 3.0. Озвучений Джимом Мескіменом.
- Альтрон є фінальним босом у грі Lego Marvel's Avengers, а потім і ігровим героєм.
- Альтрон з'являється у сюжетному режимі гри Marvel vs. Capcom: Infinite. Джим Мескімен озвучив персонажа. Тут робот використовує камені космосу і реальності, щоб стати одним цілим з Сіґмою та називатись Альтрон Сіґма. Він прагне перетворити все органічне життя у своїх рабів через покращений вірус Сіґма. Також є ігровим персонажем.
- Альтрон є в грі Marvel Powers United VR. Знову озвучений Джимом Мескіменом.

## Критика та відгуки
- В 2009 році Альтрон зайняв 23 позицію в списку «Сто найкращих лиходіїв коміксів всіх часів» по версії IGN[15].